# Euromissile
Euromissile fue un consorcio europeo creado en los años 1970 por Aérospatiale-Matra de Francia y DaimlerChrysler Aerospace AG de Alemania para la producción del misil antitanque Euromissile HOT. Todas las actividades de esta empresa se han integrado en MBDA.